# Brannerita
La brannerita és un mineral de la classe dels òxids que rep el seu nom del geòleg estatunidenc John Casper Branner (1850-1922). És un mineral amb una alta radioactivitat. També és coneguda amb els noms cordobaita i lodochnikita.

## Característiques
La brannerita acostuma a presentar-se en forma de cristalls detrítics o en grans. Es formen només petits cristalls, que poden ser vítris. Cristal·litza en el sistema monoclínic, i la seva duresa oscil·la entre 4,5 i 5,5 a l'escala de Mohs. Pot ser de color negre, però més sovint es troben en tonalitats de groc a marró verdós. Pot mostrar fluorescència groga sota ona curta de llum ultraviolada. És dimorf de l'orthobrannerita, i forma una sèrie de solució sólida amb la thorutita.
Segons la classificació de Nickel-Strunz, la brannerita pertany a «04.DH: Òxids amb proporció Metall:Oxigen = 1:2 i similars, amb cations grans (+- mida mitjana); plans que comparteixen costats d'octàedres» juntament amb els següents minerals: ortobrannerita, thorutita, kassita, lucasita-(Ce), bariomicrolita, bariopiroclor, betafita, bismutomicrolita, calciobetafita, ceriopiroclor, cesstibtantita, jixianita, hidropiroclor, natrobistantita, plumbopiroclor, plumbomicrolita, plumbobetafita, estibiomicrolita, estronciopiroclor, estanomicrolita, estibiobetafita, uranpiroclor, itrobetafita, itropiroclor, fluornatromicrolita, bismutopiroclor, hidrokenoelsmoreïta, bismutostibiconita, oxiplumboromeïta, monimolita, cuproromeïta, stetefeldtita, estibiconita, rosiaïta, zirconolita, liandratita, petscheckita, ingersonita i pittongita.

## Formació i jaciments
Es troba en la mateixes condicions que l'or, incloent els plaers (placers, en anglès), en pegmatites de granit i gneis granítics, en els conglomerats de còdols silicificats, en quars hidrotermal i als filons de calcita. S'hi troba juntament amb zircó, xenotima-(Y), uraninita, rútil, or i apatita. Als territoris de parla catalana ha estat descrita a la Pala d'Ereixe (Parc Nacional d'Aigüestortes), en un context de mineralitzacions d'urani en corneanes silurico-devonianes.

## Varietats
Només es coneix una varietat de la brannerita: l'absita. El nom fa referència al fet que el dipòsit va ser localitzat per un avió d'Air-Borne-Scintillator, un dispositiu connectat a una aeronau per a la localització de jaciments minerals. Aquesta espècie conté al voltant d'un 12,7% de ThO₂, i la seva fórmula és Ti₇U₂ThO20·5H₂O, aproximadament. Va ser descrita per primera vegada en uns exemplar de Crocker's Well (Província d'Olary, Austràlia del Sud), tot i que també se n'ha trobat a Dead Horse Bay (península de Yorke), totes dues ubicacions a Austràlia.